# Anua welwitschi
Anua welwitschi är en fjärilsart som beskrevs av Felder 1874. Anua welwitschi ingår i släktet Anua och familjen nattflyn. Inga underarter finns listade i Catalogue of Life.